# ارتقاء (پایگاه داده)
ارتقاء پایگاه داده یا Upsizing اصطلاحی است که توسط مایکروسافت برای توصیف فرآیند ارتقاء پایگاه داده مایکروسافت اکسس به اس‌کیوال سرور ابداع شده است. این اجازه می دهد تا به استفاده از مایکروسافت اکسس به عنوان یک پایگاه داده جلویی ادامه دهید در حالی که پشتیبان واقعی توسط یک SQL Server محلی یا راه دور جداگانه ارائه می شود که امکان بهره وری و حجم داده بسیار بالاتر را فراهم می کند. مایکروسافت اکسس از نسخه 2000 به بعد دارای یک جادوگر ارتقاء ویژه است که انتقال داده ها به سرور اختصاصی مایکروسافت SQL را تسهیل می کند. در حال حاضر هیچ پایگاه داده رابطه‌ای دیگری برای ارتقاء پشتیبانی نمی شود.

## استراتژی های ارتقاء
دو استراتژی وجود دارد که چگونه پایگاه داده را می توان از Access به SQL Server منتقل کرد.
1. استفاده از ODBC از مایکروسافت برای دسترسی به پایگاه داده راه دور از طریق ADO .
2. استفاده از پروژه‌های داده دسترسی (موجود در مایکروسافت اکسس 2000 و بالاتر) که امکان ادغام "بومی" بیشتر با مایکروسافت اس‌کیوال سرور  را فراهم می‌کند.

استراتژی اول اغلب به عنوان اولین گام به سوی انتقال کامل در یک سرور SQL در مرحله 2،  دیده می شود و می تواند به عنوان بخشی از استراتژی 2 دیده شود. برای ویژگی های هر استراتژی جدول را ببینید.
| پارامتر               | استراتژی 1 | استراتژی 2 |
| --------------------- | --- | --- |
| دسترسی به پایگاه داده | از طریق ODBC با استفاده از ADO ، تا حدودی کندتر از استراتژی 2.                                                     | ادغام بومی با Microsoft SQL Server با استفاده از Access Data Project (.adp)، دسترسی به داده ها با استفاده از ADO |
| ادغام                 | می تواند با (تقریبا) هر RDBMS یکپارچه شود                                                                          | پشتیبانی بومی فقط برای Microsoft SQL Server |
| نقش Access            | با ویژگی‌های کامل Microsoft Access Jet Engine و VBA به‌عنوان جلویی پایگاه داده عمل می‌کند. (در مقایسه با مشتری ضخیم ) | به عنوان جلویی پایگاه داده با عملکرد محدود عمل می کند. جداول محلی مجاز نیست. پرس و جوها معمولاً به نمای پایگاه داده تبدیل می شوند، کد VBA که داده ها را دستکاری می کند به رویه های ذخیره شده در سرور تبدیل می شود.(مقایسه با تین کلاینت). |

## انجام ارتقاء
مانند هر روش انتقال داده، ارتقاء پایگاه داده مایکروسافت اکسس نیازمند بازسازی اساسی ساختار پایگاه داده و کد منبع است. اگرچه به نظر می رسد برخی از جنبه های این رویه توسط جادوگر Upsizing خودکار شده است، هنوز نکات زیادی وجود دارد که نیاز به مداخله انسانی دارد. تغییرات زیر باید در ارتقاء انجام شود
1. تغییر کامل رابط دسترسی به داده ها از DAO به ADO .
2. تغییر اساسی Microsoft Jet SQL به تی اس کیو ال .
3. انطباق قابل توجه نام اشیا (به عنوان مثال جداول، ستون ها و غیره).
4. درک مجدد کد منبع برای استفاده بهینه از عملکرد جدید ADO و مایکروسافت SQL Server راه حل "بروز".